# Osyka, Mississippi
Osyka, Mississippi (енгл. Osyka) град је у америчкој савезној држави Мисисипи.

## Демографија
По попису из 2010. године број становника је 440, што је 41 (-8,5%) становника мање него 2000. године.
| Група             | 2000.       | 2010.       |
| Белци             | 255 (53,0%) | 215 (48,9%) |
| Афроамериканци    | 216 (44,9%) | 214 (48,6%) |
| Азијати           | 2 (0,4%)    | 0 (0,0%)    |
| Хиспаноамериканци | 0 (0,0%)    | 11 (2,5%)   |
| Укупно            | 481         | 440         |